# Minúscula 27
Minúscula 27 (en la numeración Gregory-Aland), ε 1023 (Soden) es un manuscrito griego en minúsculas del Nuevo Testamento escrito en vitela (pergamino). Es datado paleográficamente en el siglo X. Tiene libros litúrgicos y marginalia.

## Descripción
El códice contiene el texto completo de los cuatro Evangelios, en 460 hojas (16 cm por 12.1 cm), aunque desde Juan 18:3 el texto es facilitado. El texto está escrito en una columna por página, 19 líneas por página. Está adornado con oro y plata.
El texto de los Evangelios está dividido de acuerdo a los κεφαλαια (capítulos), cuyos números se colocan al margen del texto, y los τιτλοι (títulos) en la parte superior de las páginas. También hay otra división de acuerdo con las  Secciones Amonianas (en Marcos, 241 secciones; la última en 16:20), con referencias a los Cánones de Eusebio (escritas  debajo de los números de las Secciones Amonianas).
Contiene las tablas de los κεφαλαια (tablas de contenido) antes de cada Evangelio, e ilustraciones. Los libros litúrgicos con hagiografías (Synaxarion y menologion) fueron añadidos por una mano posterior.
Fue ampliamente alterado por una mano posterior.

## Texto
El texto griego del códice es un representante del tipo textual bizantino. Kurt Aland lo colocó en la Categoría V. Pertenece a la familia textual 1424.
De acuerdo con el Perfil del Método de Claremont, representa al grupo textual M27 (como un miembro central). Crea este grupo, al que pertenecen los manuscritos: 71, 569, 692, 750, 1170, 1222, 1413, 1415, 1458, 1626, 2715.

## Historia
Es datado por el INTF en el siglo X.
La primera colación fue preparada por Larroque (junto con los códices 28-33), pero fue muy imperfecta.
Fue examinado y descrito por John Mill (Colb. 1), Wettstein, Scholz (1794-1852), y Paulin Martin. C. R. Gregory vio el manuscrito en 1885.
Se encuentra actualmente en la Bibliothèque nationale de France (Gr. 115) en París.